# ایل سرخی
سُرخی یکی از ایلات وابسته به لر جنوبی ساکن منطقه کوهمره سرخی است.

## زبان
طوایف سرخی به زبان لری جنوبی صحبت می‌کنند.

## تقسیمات
سرخی شامل ۶ طایفه است که از نسل ۶ برادر به همین نام اند: ناصرو، بُگی، دهدار، جهین (جیحون)، شکره و جبارزار. نام این طایفه در گویش محلی «سُهری» است و در دهه‌های اخیر به «سُرخی» معروف شده است.

## جغرافیا
طوایف  سرخی در منطقه کوهمره سرخی زندگی می‌کند.
طبق برخی پژوهش‌ها، طایفه سرخی از کهن‌ترین طوایف ایرانی است و قدمت آن به دوره ساسانی می‌رسد. عبدالله شهبازی، مردم‌شناس و پژوهشگر ایلات و عشایر ایران، در کتاب مقدمه‌ای بر شناخت ایلات و عشایر معتقد است که طایفه کنونی سرخی همان طایفه «سهرکی» است که نام آن در متون اولیه اسلامی ذکر شده و در «رم دیوان» اقامت داشته است. (بنگرید به: رموم فارس).
مرکز استقرار طوایف شش‌گانه سرخی در دوره آل بویه در قلعه سهری بود. بقایای این قلعه باستانی در نزدیکی فیروزآباد موجود است.
آخرین کلانتر طایفه سرخی حبیب‌الله شهبازی (۱۲۹۵–۱۳۴۳)(از طایفه ناصرو) بود که به علت شورش علیه حکومت پهلوی در مهر ۱۳۴۳ در شیراز تیرباران شد.
کلانترهای طایفه:
- ملا شهباز سرخی
- مهدی خان سرخی
- سرمست خان سرخی
- مسیح خانسرخی
- ملا باباخان سرخی
- ملا علی خان سرخی

## پیوند
دربارهٔ قیام عشایری سال‌های ۱۳۴۱–۱۳۴۲ اطلاعاتی در وبگاه عبدالله شهبازی  موجود است.
1. ↑  ایل ناشناخته پژوهشی در در کوه نشینان سرخی فارس، عبدلله شهبازی، (ص۲۰۵).
2. ↑  رنجبر, حسن. "بررسی و تحلیل فرایندهای واجی گویش کوهمره سرخی". نشریه مطالعات نقد زبانی و ادبی (به فارسی). 4 (14): 30–58. ISSN 2676-4199.
3. ↑  ایل ناشناخته پژوهشی در در کوه نشینان سرخی فارس، عبدلله شهبازی، (ص۲۰۶).